# South Ogden
South Ogden és una població dels Estats Units a l'estat de Utah. Segons el cens del 2000 tenia 14.377 habitants.

## Demografia
Segons el cens del 2000, South Ogden tenia 14.377 habitants, 5.193 habitatges, i 3.873 famílies. La densitat de població era de 1.512,5 habitants per km².
Dels 5.193 habitatges en un 34,9% hi vivien nens de menys de 18 anys, en un 59,9% hi vivien parelles casades, en un 10,8% dones solteres, i en un 25,4% no eren unitats familiars. En el 20,9% dels habitatges hi vivien persones soles el 9,6% de les quals corresponia a persones de 65 anys o més que vivien soles. El nombre mitjà de persones vivint en cada habitatge era de 2,73 i el nombre mitjà de persones que vivien en cada família era de 3,18.
Per edats la població es repartia de la següent manera: un 27,3% tenia menys de 18 anys, un 11,7% entre 18 i 24, un 25,2% entre 25 i 44, un 20,1% de 45 a 60 i un 15,8% 65 anys o més.
L'edat mediana era de 34 anys. Per cada 100 dones de 18 o més anys hi havia 93,4 homes.
La renda mediana per habitatge era de 46.794 $ i la renda mediana per família de 52.471 $. Els homes tenien una renda mediana de 40.611 $ mentre que les dones 25.856 $. La renda per capita de la població era de 20.662 $. Entorn del 3,1% de les famílies i el 5,2% de la població estaven per davall del llindar de pobresa.

## Poblacions més properes
El següent diagrama mostra les poblacions més properes.